# Olivia Pinheiro
María Olivia Pinheiro Menacho (Andrés Ibáñez, 29 ottobre 1983) è una modella colombiana, eletta Miss Bolivia 2010 e rappresentante della Bolivia a Miss Universo 2011.

## Carriera
Olivia Pinheiro inizia la sua carriera nel mondo dei concorsi di bellezza nel 1999 quando, appena sedicenne, rappresenta la propria nazione a Miss Model of the World in Turchia, e l'anno successivo partecipa a Queen of the World 2000 in Germania, piazzandosi fra le prime dieci semifinaliste. In quell'occasione, l'organizzazione Promociones Gloria, che annualmente si occupa di Miss Bolivia, la nomina Modelo Revelación 2000. Un anno dopo, la Pinheiro partecipa ad International Queen of Flowers 2001 in Colombia, nel 2002, e nel 2003 rappresenta la Bolivia a International Female Model 2003 adAruba.
Il 26 agosto 2010, Olivia Pinheiro vince il titolo di Miss Bolivia in rappresentanza del Dipartimento di Santa Cruz, battendo le altre diciotto delegate durante la finale del concorso nazionale tenuto Santa Cruz de la Sierra, ed ottiene il diritto di rappresentare la Bolivia a Miss Universo 2011. Tuttavia il 27 gennaio 2011, la modella ha dichiarato di non voler partecipare a Miss Univers, "per motivi personali". La dichiarazione arriva dopo una serie di insistenti voci sulla sua vera età, che se confermate metterebbero la Pinheiro fuori dal regolamento del concorso, che richiede alle concorrenti di essere al di sotto dei ventisette anni.
Il 24 novembre 2010 la Pinheiro rappresenta la Bolivia nel concorso Reina Hispanoamericana 2010, che si tiene presso Santa Cruz de la Sierra, dove ottiene il titolo di Miss Photogenic e Best Hair, piazzandosi alla fine al terzo posto.
A sorpresa però a giugno 2011 attraverso un comunicato stampa, Promociones Gloria ha fatto sapere che Olivia Pinheiro ha riconsiderato la propria decisione di non partecipare a Miss Universo 2011, e l'organizzazione di Miss Universo ha accolto favorevolmente la sua richiesta, permettendole di partecipare.